# Pierre Brette
Pour les articles homonymes, voir Brette (homonymie).
 (août 2016).
Pierre Brette, né à Brest le 23 février 1905, et mort à Granville le 2 juin 1961, est un peintre français.

## Biographie
Pierre Brette a passé une grande partie de sa vie dans l'Ouest de la France, en Bretagne et en Normandie. Aquarelliste, il a peint et dessiné les paysages de ces régions : marines, ports, bateaux, scènes de pêches, chemins creux, dunes, landes, paysages…
Il rencontre Marin-Marie en 1946, lequel va l'encourager et l'inciter à exposer au Salon de la Marine. Il y participera en 1945, 1946, de 1948 à 1951, de 1954 à 1957, et de 1959 à 1961. Il y obtient une médaille d'honneur, et est nommé peintre officiel de la Marine en 1962 à titre posthume.
Il est sociétaire de la Société des artistes bas-normands, de l'École française[C'est-à-dire ?] et du Salon des artistes français.
Des collections publiques ont acquis ses œuvres, dont le musée national de la Marine à Paris en 1958 et 1959. Le musée d'art et d'histoire de Granville et celui de Normandie[Lequel ?] possèdent de nombreuses œuvres de Pierre Brette.
Il est inhumé à Granville.